# Paus Gregorius I
De heilige Gregorius (Rome, ca. 540 - aldaar, 12 maart 604), bijgenaamd de Grote, was de 64e paus van de Katholieke Kerk. Hij bekleedde het pontificaat van 590 tot aan zijn dood in 604 en geldt als een van de kerkvaders. Paus Bonifatius VIII verleende hem in 1295 de eretitel van kerkleraar. Zijn feestdag is 3 september in de rooms-katholieke kerk; de oosters-orthodoxe kerken, de oosters-katholieke kerken en de oud-katholieke kerken vieren zijn feestdag op 12 maart.
Historicus John Julius Norwich omschreef paus Gregorius I als een bekwaam en kundig organisator en een gedreven geloofsverkondiger. Een abstract denker of subtiel theoloog of politicus was hij niet. Norwich noemt Gregrorius wel de grootste paus van de vroege middeleeuwen. Onder zijn leiding groeide het pausdom uit tot de grootste machtsfactor van Italië in zijn tijd.

## Biografie

### Vroege jaren
Gregorius werd geboren als zoon van Gordianus en was afkomstig uit een welgestelde Romeinse familie die uitgebreide landerijen bezat rondom Rome en op Sicilië. Hij schijnt familie te zijn geweest van paus Agapetus I en hij was zonder twijfel een nazaat van paus Felix III.
Gregorius staat bekend als een goede bestuurder en organisator. In 573 was hij prefect van Rome geworden en in die functie was hij verantwoordelijk voor de ordehandhaving in Rome en omliggende gebieden. Een van de weinige feiten die bekend is van de tijd dat Gregorius prefect was is het feit dat hij getuige was bij een kerkelijke deal. Hij besloot zijn wereldlijke leven op te geven na de dood van zijn vader. Hij verbouwde het paleis van zijn familie op de Coeliusheuvel tot een benedictijnenklooster. In diezelfde tijd stichtte hij zes andere kloosters op de Siciliaanse landgoederen van zijn familie. Gregorius zelf trad in als broeder. De tijd en wereld waarin hij leefde omschreef Gregorius in die tijd als "oud en versleten aan het raken, en repte zich naar een naderende dood."
Paus Benedictus I benoemde Gregorius tot regionarus, een deken die toezicht houdt op zeven kerkelijke districten van Rome, en met speciale verantwoordelijkheid voor het plaatselijke bestuur en armenzorg. Gregorius nam niet gewillig zijn taken aan.

### Apocrisiarius (ambassadeur) in Constantinopel

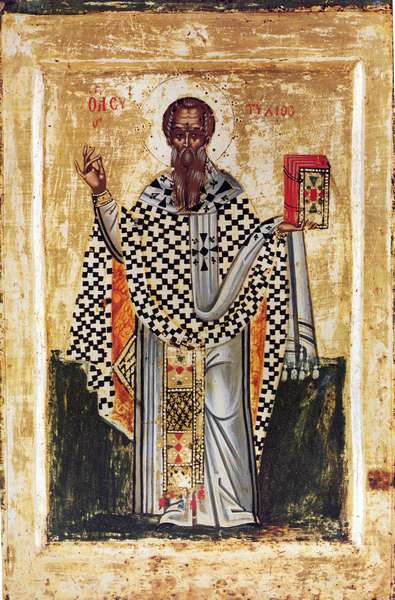
Zestiende-eeuwse icoon van Eutychius, die tijdens het verblijf van Gregorius in Constantinopel aldaar patriarch was.

In 579 werd Gregorius door paus Pelagius II tot diens apocrisiarius (ambassadeur aan het keizerlijk hof in Constantinopel) benoemd, een ambt dat Gregorius tot in 586 zou bekleden. Hij nam zoveel mogelijk broeders met zich mee naar de Byzantijnse hoofdstad, waaronder zijn abt Maximinianus. De dagelijkse routine bestond onder meer uit dagelijkse lezingen uit de Bijbel waarbij Gregorius ook commentaar gaf op het boek Job. Uit deze gesprekken kwam mede Gregorius boek Moralia in Job voort. Gregorius maakte deel uit van de Romeinse delegatie (die uit zowel leken als clerici bestond) die in 578 in Constantinopel aankwam en die tot doel had om de keizer te vragen om militaire hulp tegen de Longobarden.
Tijdens zijn verblijf in Constantinopel kwam Gregorius in aanvaring met patriarch Eutychius over de verrijzenis van Christus. Gregorius leidde hierin de verdediging over het feit dat er sprake was van een volledige lichamelijke opstanding van het lichaam. Pas na interventie van keizer Tiberius II Constantijn kwam er een einde aan het conflict. Hij onderschreef het standpunt van Gregorius en liet het boek met de ideeën van Eutychius over dit onderwerp verbranden, maar de relatie tussen Gregorius en Eutychius zou slecht blijven.
Tegen de achtergrond van de op dat moment aan de gang zijnde Byzantijns-Sassanidische Oorlog was de missie van Gregorius echter gedoemd te mislukken. In 584 schreef Pelagius II aan Gregorius in zijn functie als 'apocrisiarius'; hij beschreef de ontberingen die Rome te lijden had van de Longobarden en vroeg hem om aan keizer Mauricius te vragen om een Byzantijns leger naar Italia te sturen. Mauricius had echter al lang geleden besloten dat zijn inspanningen tegen de Longobarden zich zouden beperken tot intriges en diplomatie; zo probeerde hij de Franken tegen de Longobarden op te zetten. Het werd Gregorius al snel duidelijk dat de Byzantijnse keizer de gevraagde legermacht waarschijnlijk niet zou kunnen sturen, gegeven zijn op dat moment meer dringende problemen met de Perzen in het oosten en de Avaren en Slaven in het noordwesten van zijn rijk. In de periode dat hij in Constantinopel verbleef wist Gregorius het respect te verwerven van twee opeenvolgende Byzantijnse keizers. Hij werd zelfs de peetvader van Theodosius, de oudste zoon van keizer Mauricius.

### Pausschap

#### Aantreden

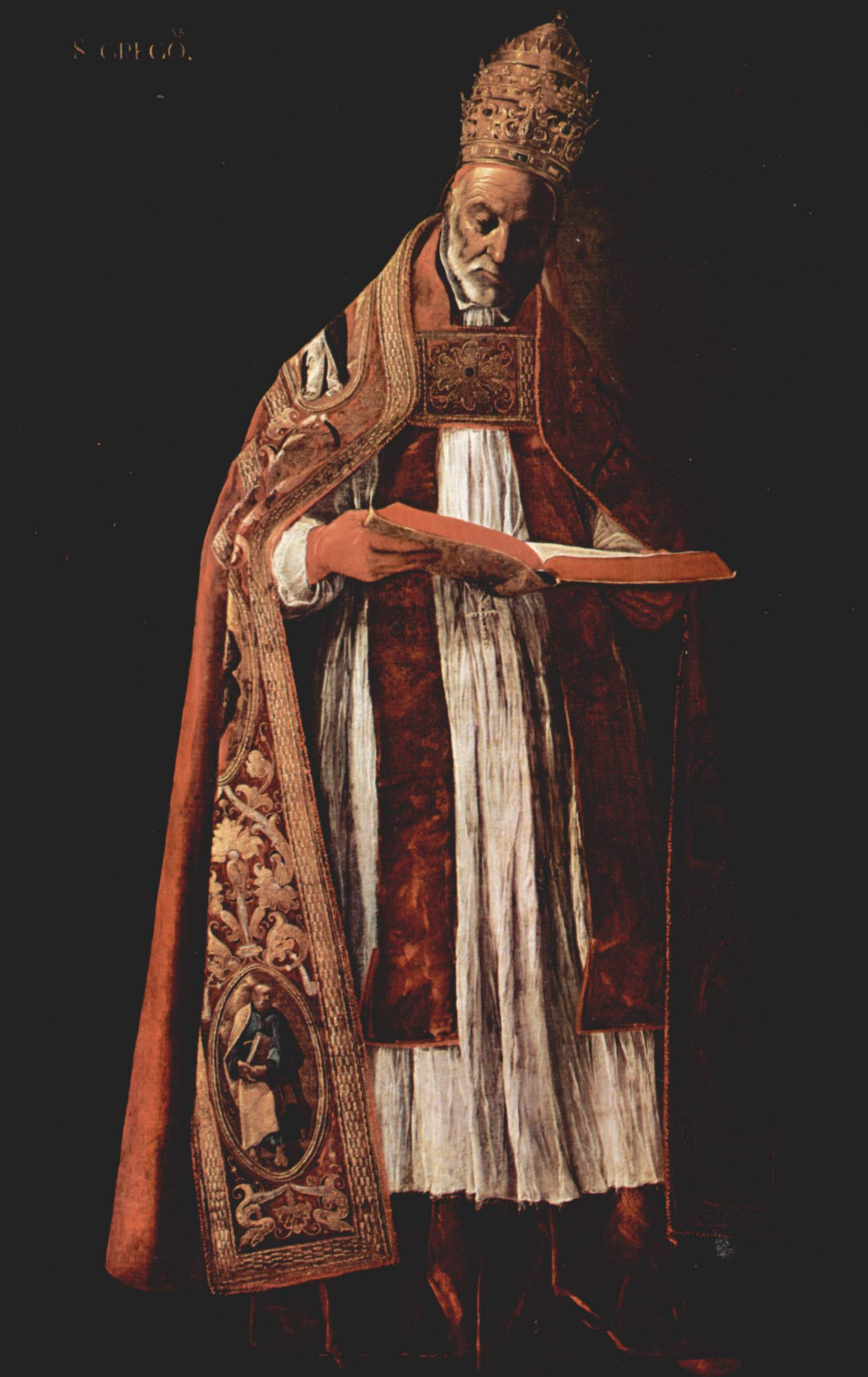
Gregorius de Grote, geportretteerd door Francisco de Zurbarán.

Na zijn verblijf in Constantinopel keerde Gregorius terug naar zijn klooster en kon daar ruim vijf jaar ongestoord leven. In 590 overleed paus Pelagius aan de pest en was Gregorius diens gedoodverfde opvolger. Gregorius was de eerste monnik die de pauselijke troon betrad en hij deed dat met de nodige tegenzin. Bij het begin van zijn pontificaat schreef hij een brief aan patriarch Johannes IV Nesteutes waarin hij zijn zorgen uitte:

"Hoe kan ik mij bekommeren om de noden van mijn broeders, de stad beveiligen tegen het zwaard van de vijand, het volk behoeden voor de ellende van een onverhoedse aanval, en tegelijkertijd de juiste woorden vinden om daadkrachtig aan te sporen tot de redding van de zielen? Om van God te spreken hebben we een geest nodig die volledig in vrede is en vrij van zorgen."

Direct na zijn aantreden onttrok hij grote sommen uit de schatkist om de graanvoorraad van de stad aan te vullen en het leed in de stad te verlichten. Ook kreeg hij te maken met Romanus, de exarch van Ravenna, deze weigerde categorisch hulp te bieden aan de paus. Hierdoor was Gregorius genoodzaakt om zelf als opperbevelhebber van Midden-Italië op te treden. Gregorius wist de tekorten in de pauselijke schatkisten aan te vullen door het reorganiseren van het Patrimonium Petri. Hij verdeelde deze gebieden in vijftien verschillende regio's. Elke regio werd bestuurd door een rector die Gregorius zelf had aangesteld. Deze reorganisatie vereiste ook een hervorming van de kanselarij. Deze bestond voor de komst van Gregorius uit negentien dekens. De paus breidde hun aantal uit en benoemde subdekens, schatkistbeheerders en defensores.

#### Conflict met Byzantium
Twee jaar voor de troonsbestijging van Gregorius I eigende de patriarch van Constantinopel, Johannes IV Nesteutes, zich de titel van "oecumenisch patriarch" toe, waarmee hij aanspraak maakte op het universele oppergezag over alle andere bisschoppen, waaronder de paus. Paus Pelagius II had hier al boos op gereageerd, maar ook Gregorius deed een duit in het zakje. Hij verstuurde twee brieven naar Constantinopel. Eentje aan keizer Mauricius waarin hij opriep dat de patriarch tot de orde moest worden geroepen en eentje aan keizerin Constantina. Zijn brieven bereikten het tegenovergestelde en Mauricius schaarde zich aan de zijde van zijn patriarch. Het conflict tussen de paus en de patriarch markeerde een volgende fase in de gestaag scherper wordende rivaliteit tussen de twee kerken.
Na de dood van Mauricius in 602 en de troonsbestijging van de soldatenkeizer Phocas stuurde Gregorius een uitgebreide felicitatie aan de nieuwe keizer. In de laatste twee jaar van zijn leven zou Gregorius de wrede Byzantijnse keizer blijven steunen.

#### Strijd met de Longobarden
Bij zijn aantreden in 590 nam hij persoonlijk de verdediging van Rome op zich tegenover de Longobardische dreiging en onderhandelde hij over vrede. Hij kreeg een goede band met de al katholieke vrouw van Authari, de koning van de Longobarden, en kon hen regelmatig bezoeken. Omdat koningin Theodelinde haar zoon Agilulf katholiek opvoedde, ging het koninkrijk over tot het katholicisme. Na eeuwen van chaos met de volksverhuizingen worden er vredesverdragen gesloten met de Avaren en de Franken. De tijden werden rustiger en het openbare leven in Rome en omgeving kwam in pauselijke handen terecht. Waar het keizerlijk gezag in Constantinopel het liet afweten, organiseerde hij zelf liefdadigheid aan de armen, wat hem populair maakte bij de Romeinse bevolking. Zo legde hij ongewild de basis voor de Pauselijke Staat, mede door schenkingen in de vorm van grondgebied.

#### Kerstening

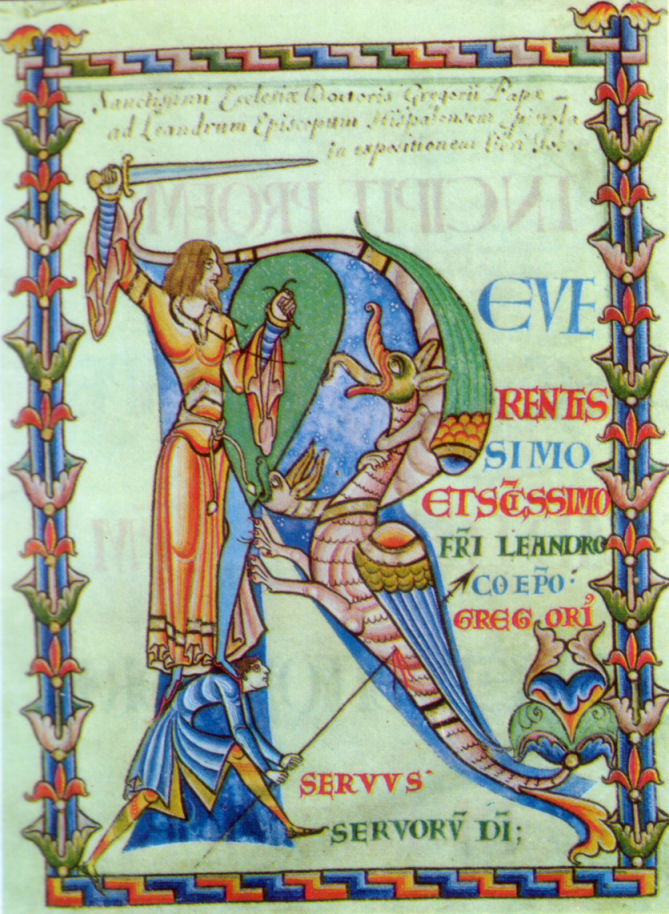
Rijk versierde initiaal van een brief van Gregorius aan Leander (Bibl. Municipale, MS 2, Dijon).

Tijdens het pontificaat van Gregorius werden er in West-Europa ook vorderingen gemaakt in de kerstening van Europa. De ariaanse Visigotische koning Reccared I bekeerde zich rond de eeuwwisseling tot de Kerk van Rome met behulp van Leander van Sevilla, een vriend van paus Gregorius. De paus schonk de koning der Visigothen twee heilige relieken uit teken van dankbaarheid.
Onder hem nam de kerstening van het Angelsaksische Engeland een aanvang. Volgens de overlevering kwam hij op het idee om Brittannië te kerstenen na een bezoek aan de slavenmarkt in Rome. Hier viel zijn oog op een paar Angelse jongens en vroeg hij aan de eigenaar waar ze vandaan kwamen. Deze vertelde hem dat het Angelen waren uit Brittannië waarop Gregorius zei: "En terecht, want ze hebben engelachtige gezichtjes en het is juist passend dat zulke knaapjes mede-erfgenamen zijn met de Engelen in de hemel." Een meer logische verklaring voor de zendingsmissie was het feit dat Gregorius waarschijnlijk gedreven werd door het feit dat de eind der tijden naderde. In 596 werd Augustinus van Canterbury naar Brittannië gestuurd om het land te kerstenen, maar toen hij hoorde over de gevaren in het land keerde hij terug naar Rome. De paus praatte hem moed in en voorzag hem van geloofsbrieven waarop hij in 597 uiteindelijk in Brittannië aankwam. Augustinus slaagde erin koning Æthelberht van Kent te bekeren en in Canterbury stichtte hij het eerste benedictijnse klooster buiten Italië. Gregorius zou later door de Engelsen samen met Augustinus vereerd worden vanwege hun bijdrage aan de kerstening van hun land.

#### Kerkelijke hervormingen
Gregorius gaf instructies om de heidense tempels, rituelen en weekdagen te integreren in het christendom, waarmee hij deze al gangbare praktijk voortzette. Daarnaast was voor Gregorius de kloostergelofte onverenigbaar met het priesterambt. Toch zette de paus de monniken in om het belangrijke evangelisatiewerk voor hem te doen bij de barbaarse volkeren van Noord-Europa. Hierdoor was het belangrijk dat de monniken toch de sacramenten konden toedienen en werd het toch steeds meer een gewoonte om monniken tot priesters te wijden.

### Dood
Gregorius overleed in 604 en hij was tijdens zijn pontificaat erg geliefd geweest onder de bevolking. Zij eisten direct na zijn dood zijn heiligverklaring. Hij werd na zijn dood als paus opgevolgd door Sabinianus.

## Werken

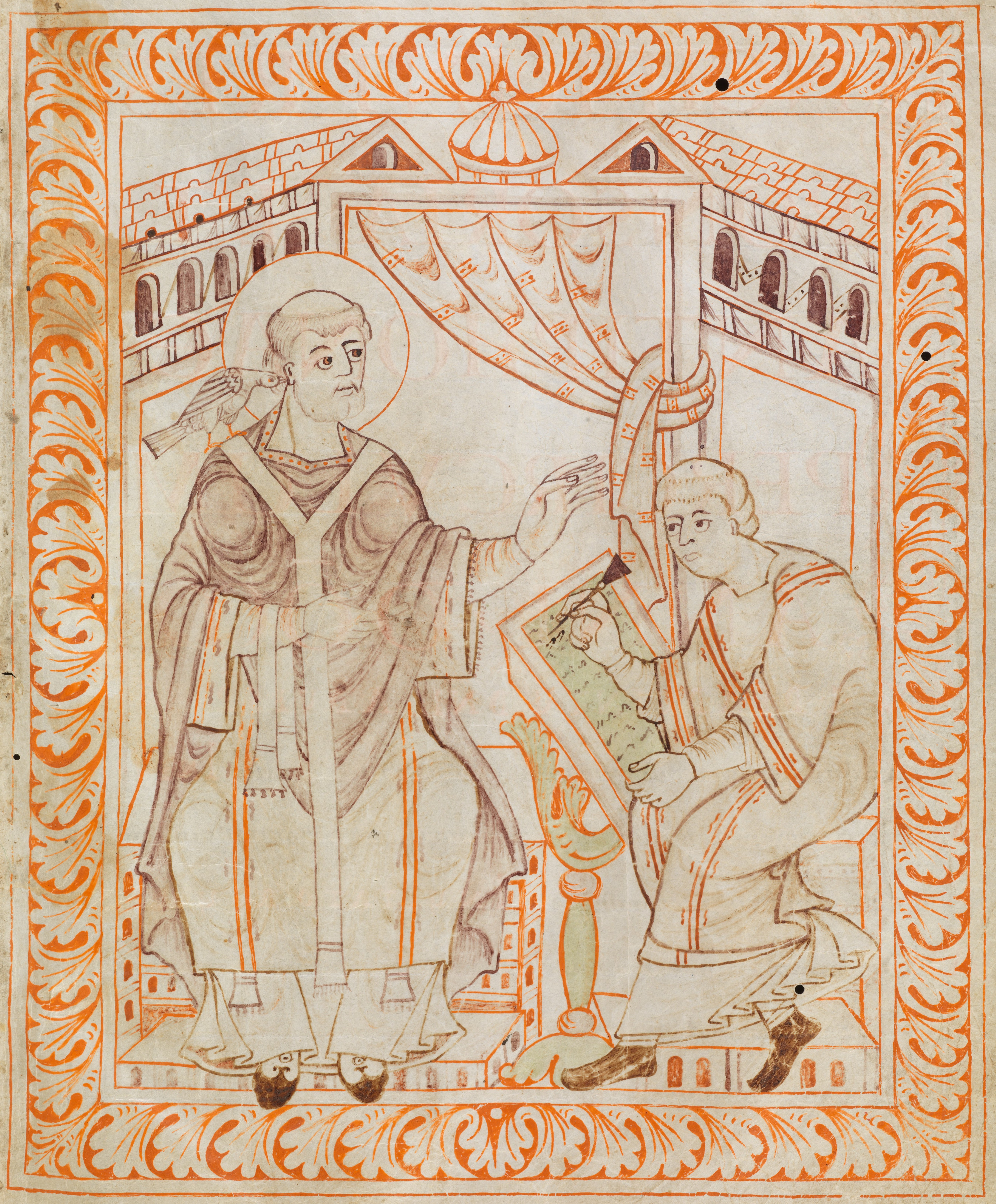
Gregorius I in een werk door Hartker van Sankt Gallen

In totaal schreef paus Gregorius I in zijn leven meer dan 850 brieven. Deze brieven geven de nodige informatie over het leven van Gregorius. Daarnaast schreef Gregorius diverse boeken en deze zijn praktisch van aard (in plaats van de veelal meer filosofische werken van de andere drie kerkvaders Augustinus, Hiëronymus en Ambrosius van Milaan).
- Zijn Dialogen hebben het genre van de hagiografie, de levensbeschrijvingen van heiligen, eeuwenlang beïnvloed. Ook de levensbeschrijving van Benedictus van Nursia in dit werk zou eeuwenlang lezers vinden en verhoogde tevens het gezag van diens Regula Benedicti. Deze bundel levensverhalen van Italiaanse abten en bisschoppen was naar gebruik geschreven in dialoogvorm tussen een vragensteller en informant.[25] Het boek werd zeer waarschijnlijk in 593-594 geschreven en uitgebracht.[26] Zijn Dialogen was zo populair dat het naar verschillende talen werd vertaald, met het resultaat dat Gregorius in het Oosten bekend kwam te staan als Gregorius de Dialogist (Dialogos). Hij was een aanhanger van de ideeën van Augustinus van Hippo.
- De Moralia in Job, zijn commentaar op het Bijbelboek Job kwam kort na zijn aantreden als paus uit.[27] Dat boek was gedurende de Middeleeuwen zeer geliefd, getuige de vele handschriften, waarin deze tekst is overgeleverd.
- De Expositio in Canticis Canticorum ("Commentaar op het Hooglied"). Lange tijd werd de authenticiteit van dit document betwijfeld, maar wordt nu aangenomen als een werk van de hand van Gregorius. Het werd in twee verschillende versies opgetekend. Een eerste schreef Gregorius in zijn periode in het klooster en een tweede versie tijdens zijn pontificaat. Slechts van de eerste versie is een gedeelte bewaard gebleven.[26]
- Regula pastoralis ("Herdersregel") is een ander invloedrijk werk van Gregorius en bevat aanwijzingen voor priesters voor een juiste uitoefening van hun taken.[1] Het boek schreef Gregorius in het eerste jaar van zijn pontificaat.[27]
- Homiliae in Evangelia is een bundel van preken van Gregorius. Enkele hiervan zijn opgetekend door notarissen en enkele werden voor hem opgelezen als hij geen zin had om te preken. Deze bundel bevat zijn preken van de periode 590-592.[26] Bijzonder invloedrijk was een preek van 591 in de San Clemente waarin hij het beeld schiep van Maria Magdalena als de boetvaardige hoer.[28] Voordien was ze nooit geassocieerd met zonde, laat staan met sekswerk.
- Homiliae in Hiezechielem is een tweede bundel van preken van Gregorius, gemaakt over de periode 592-593.[26]

## Invloed op de Europese kunst

### Muziek
De naam van Gregorius de Grote leefde voort in het gregoriaans, hoewel het betwijfeld wordt welke invloed hij op de kerkmuziek heeft uitgeoefend. Het gregoriaans werd door Gregorius weliswaar vastgelegd en in codices aan de kerken van de Latijnse ritus opgelegd, maar de teksten en melodieën van de zangwijze waren ook in de 6e eeuw reeds eeuwenoud.

### Beeldende kunst
In de tijd van Gregorius leefde binnen de Kerk een strijd over de interpretatie van het Bijbelse verbod op beeldenverering (het Tweede Gebod in Exodus 20, 1:5). Gregorius hing de strekking aan dat het geen algemeen verbod op afbeeldingen betrof. Beroemd is zijn terechtwijzing in 600 van bisschop Serenus van Marseille, die afbeeldingen van heiligen had laten vernietigen wegens excessieve devotie. Hij schreef: Wat de Schrift is voor geletterden, zijn afbeeldingen voor analfabeten. Alles wat verder ging dan de strikte overdracht van de Bijbelse boodschap, zoals het illusionisme en de harmonische verhoudingen uit de oudheid, viel buiten de legitimatie en was feitelijk verwerpelijk. Zo was Gregorius van groot belang voor de figuratieve traditie in de Europese kunst.

## Historiografie
Al in de middeleeuwen was het leven van Gregorius het onderwerp van vele boeken. Zijn leven wordt kort weergeven in de Liber Pontificalis, maar de eerste echte biografie over zijn leven verscheen rond het jaar 700 en werd geschreven door een monnik uit Whitby Abbey. Ook Beda de Eerbiedwaardige schreef over hem in zijn Historia ecclesiastica gentis Anglorum. Een van de belangrijkste biografieën over Gregorius is afkomstig uit de negende eeuw en is van de hand van de diaken Johannes Hymonides. Deze had een aantal bronnen tot zijn beschikking die historici heden ten dage niet meer kunnen raadplegen.

## Trivia
- Volgens een legende kondigde hij de dood aan van de Heilige Serafina.
- In Nederland draagt de landelijke organisatie voor liturgische muziek in de Katholieke Kerk de naam Nederlandse Sint-Gregoriusvereniging.
- In Schoonbroek, een kerkdorp in Vlaanderen, gaan de kinderen de eerste zaterdag na 12 maart Goriën zingen naar aanleiding van het feest van Sint-Gregorius.